# Phortica xyleboriphaga
Phortica xyleboriphaga är en tvåvingeart som beskrevs av Senior-white 1921. Phortica xyleboriphaga ingår i släktet Phortica och familjen daggflugor.
Artens utbredningsområde är Sri Lanka. Inga underarter finns listade i Catalogue of Life.